# Zizeeria communis
Zizeeria communis är en fjärilsart som beskrevs av Adalbert Seitz 1924. Zizeeria communis ingår i släktet Zizeeria och familjen juvelvingar. Inga underarter finns listade i Catalogue of Life.